# Ayoub Khaliki
Ayoub El Khaliqi (en arabe : أيوب الخالقي) est un footballeur international marocain, né le 11 septembre 1986 à Rabat.

## Biographie

### Club

#### Débuts au FUS
Il fut formé au FUS Rabat et commença sa carrière au même club, il passa par toutes les catégories avant de passer "Professionnel" dans l'équipe première en 2007,lors de sa première saison avec les professionnels, il se contenta du banc des remplaçants durant toute la saison mais lors de la saison 2010/2011,il se fera remarquer en remportant la Coupe du Trône et la Coupe de la CAF avec le club de la capitale et fut transféré au Wydad Casablanca sur la somme de (300 000 dollars).

#### Wydad de Casablanca
Lors de la saison 2010/2011 avec le Wydad et son entraîneur Fakhreddine Rajhi, il participa à totalité des confrontations du club en Championnat du Maroc de football et en Coupe du Trône mais aussi en Ligue des Champions de la CAF. Il qualifia son équipe en finale contre l'Espérance de Tunis.

### Sélection Nationale
| Caps | Date       | Match                  | Lieu      | Score | Compétition  | But |
| 1    | 25/05/2012 | Maroc – Sénégal        | Marrakech | 0 - 1 | Amical       | --  |
| 2    | 02/06/2012 | Gambie - Maroc         | Bakau     | 1 - 1 | Elim.CM 2014 | --  |
| 3    | 09/06/2012 | Maroc -Côte d’Ivoire   | Marrakech | 2 - 2 | Elim.CM 2014 | --  |
| 4    | 11/10/2013 | Maroc - Afrique du sud | Agadir    | 1 - 1 | Amical       | --  |
| 5    | 23/05/2014 | Mozambique - Maroc     | Faro      | 0 - 4 | Amical       | --  |
| 6    | 28/05/2014 | Angola – Maroc         | Faro      | 0 - 2 | Amical       | --  |
| 7    | 07/09/2014 | Maroc – Libye          | Marrakech | 3 - 0 | Amical       | --  |
| 8    | 13/10/2014 | Maroc - Kenya          | Marrakech | 3 - 0 | Amical       | --  |
| 9    | 13/11/2014 | Maroc – Bénin          | Agadir    | 6 - 1 | Amical       | 1   |
| 10   | 16/11/2014 | Maroc - Zimbabwe       | Agadir    | 2 - 1 | Amical       | --  |
| ---- | ---------- | ---------------------- | --------- | ----- | ------------ | --- |

## Statistiques en club
| Saison      | Club                | Pays  | Championnat | Championnat | Championnat | Coupe d'Afrique | Coupe d'Afrique | Coupe d'Afrique | Coupe du Trône | Coupe du Trône | Coupe du Trône |
| Saison      | Club                | Pays  | Division    | Matchs      | Buts        | Type            | Matchs          | Buts            |                |                |                |
| ----------- | ------------------- | ----- | ----------- | ----------- | ----------- | --------------- | --------------- | --------------- | -------------- | -------------- | -------------- |
| Saison      | Club                | Pays  | Division    | Matchs      | Buts        | Type            | Matchs          | Buts            | Matchs         | Buts           |                |
| 2010 - 2011 | Wydad de casablanca | Maroc | GNF 1       | 11          | 0           | CAF             | 14              | 2               | 3              | 1              |                |
| 2011 - 2012 | Wydad de casablanca | Maroc | GNF 1       | 11          | 1           | CAF             | 4               | 0               | 0              | 0              |                |
| 2012 - 2013 | Wydad de casablanca | Maroc | GNF 1       | 1           | 0           | CAF             | 0               | 0               | 3              | 0              |                |
| 2013 - 2014 | Wydad de casablanca | Maroc | GNF 1       | 23          | 3           | aucun           | 0               | 0               | 0              | 0              |                |

## Palmarès
| FUS de Rabat - Coupe de la confédération (1) : - Vainqueur : 2010. - Coupe du Trône (1) : - Vainqueur : 2010. - Championnat du Maroc de D2 (1) : - Champion : 2008-09. |  | Wydad de Casablanca - Ligue des champions de la CAF : - Finaliste : 2011. |  | Ittihad de Tanger - Championnat du Maroc : - Champion : 2017-18. |